# Hayamiellina constans
Hayamiellina constans is een mosdiertjessoort uit de familie van de Cribrilinidae. De wetenschappelijke naam van de soort is voor het eerst geldig gepubliceerd in 2004 door Grischenko & Gordon.